# Tegomass
Tegomass (テゴマス Tegomasu?) fue un dúo musical japonés conformado por los cantantes Yūya Tegoshi y Takahisa Masuda, ambos miembros del grupo NEWS de Johnny's Entertainment. El nombre "Tegomass" fue formado juntando las dos primeras sílabas de los apellidos de Tegoshi y Masuda.

## Historia
Johnny Kitagawa se había dado cuenta de la valía de las voces de Tegoshi y Masuda, por lo que el mismo fundador de Johnny's fue el que recomendó la formación del dúo. Tegomass fue formado en el año 2006, debutando ese mismo año en Suecia con su primer sencillo Miso soup. Un mes después, el mismo sencillo en versión japonesa fue lanzado al mercado japonés. Su siguiente sencillo, Kiss～Kaerimichi no love song～, fue utilizado como   ending del anime Lovely Complex, de Aya Nakahara.   

## Miembros
- Yuya Tegoshi (手越祐也), voz y guitarra
- Takahisa Masuda (増田貴久), voz y teclado

## Álbumes
- 2009: テゴマスのうた（Tegomass no uta）
- 2010: テゴマスのあい（Tegomass no ai）
- 2011: テゴマスのまほう（Tegomass no mahou）
- 2014: テゴマスの青春（Tegomass no seishuun）

## Sencillos
- 2006: ミソスープ(Miso soup)
- 2007: キッス～帰り道のラブソング～（Kiss~kaerimichi no love song~）
- 2008: アイアイ傘(Ai ai gasa)
- 2009: 七夕祭り（Tanabata matsuri）
- 2011: 青いベンチ（Aoi benchi）

## Radio
- テゴマスのらじお（Tegomass no radio）（2011-presente）